# Departamento de Pamplona
Pamplona fue uno de los departamentos en que se dividía el Estado Soberano de Santander (Colombia). Tenía por cabecera a la ciudad de Pamplona. El departamento comprendía territorio de las actuales regiones norsantandereanas del Centro, Suroccidente y Suroriente.

## División territorial
El departamento al momento de su creación (1859) estaba dividido en los distritos de Pamplona (capital), Cácota, Cucutilla, Chitagá, Chopo, Labateca, Mutiscua y Silos.